# Br'oz
Br'oz era un grupo de música pop formado por cinco integrantes: André Marinho, Filipe Duarte, Jhean Marcell, Matheus Rocha e Oscar Tintel. En el 2003, apareció en la versión brasileña del programa Popstars en el 2003, presentado por el SBT, mismo programa que reveló a las chicas del Rouge el año anterior.

## Carrera
Con menos de un año de camino vendieron más de 350 mil copias del álbum de estreno y 40 mil ejemplares del primer DVD. "BR'OZ tuvo dos singles número uno en Brasil:" Prometida "y" Viene a mi vida ". En 2004, lanzaron el álbum Segundo Ato, sin embargo, los integrantes Felipe y André anunciaron el final del grupo el 28 de junio de 2005, en el programa Boa noche Brasil, presentado por Gilberto Barros en la Red Bandeirantes. [3] El 2 de diciembre de 2010 la presentadora Márcia Goldschmidt realizó en su programa, Márcia, un reencuentro de los miembros, exhibiendo reportajes especiales sobre el grupo. Lo mismo ocurrió el 16 de febrero de 2013, cuando Gilberto Barros reunió a cuatro de los cinco integrantes - excepto Matheus - el Sábado Total, ocasión en la que interpretaron "Prometida".
En junio de 2016, se anuncia el regreso del grupo después de 11 años. En una entrevista, contaron que la idea nació durante una barbacoa en la casa de Felipe, que también es vocalista de Los Travesaños y conciliar los dos proyectos, así como el resto. En el caso de que se trate de una de las más importantes de la historia de la música, El 10 de enero de 2018 Matheus deja la banda y el Br'oz cierra las actividades nuevamente.